# Famille von dem Bussche
La famille Von dem Bussche est le nom d'une ancienne noblesse du pays de Ravensberg (de) en Westphalie-Orientale (de), mentionnée pour la première fois en 1225. À la fin du Moyen Âge, elle acquit également des propriétés dans la principauté épiscopale d'Osnabrück, qu'elle détient encore aujourd'hui en grande partie. Elle est divisée en trois lignes principales et plusieurs branches secondaires et acquit ensuite des propriétés dans d'autres régions, comme l'Anhalt, le Harz et le Sauerland.
La famille est apparentée aux Donowe (de). Elle est à distinguer des seigneurs von Bussche zu Gesmold (de) et des seigneurs von Bussche zu Hess. Oldendorf (de) du même nom, basés dans la même région, mais avec des armoiries différentes.

## Histoire

### Origine
La famille est mentionnée pour la première fois dans des documents en 1225 avec le dominus ( latin : seigneur) Everhardus de Busche. Son frère Albert est mentionné dans des documents de 1230. La lignée ininterrompue commence avec un Albert qui apparaît à partir de 1341. Le nom d'Albert est l'un des noms de référence de la famille.
Les seigneurs de Bussche siègent à l'origine dans la zone frontalière du comté de Ravensberg et de la principauté épiscopale d'Osnabrück. Dès 1390, ils peuvent acquérir le château d'Ippenburg (de) d'Osnabrück et en 1447 également le château voisin d'Hünnefeld (de), tous deux situés à l'est d'Osnabrück. Grâce aux deux domaines, la famille appartient encore aujourd'hui à la chevalerie d'Osnabrück (de). En 1341, Hermann Gogreve (de), qui n'a pas d'héritiers légitimes, lègue sa ferme de Südlengern à son oncle, le chevalier Alhard (Albert) von dem Bussche. Le nom « Busse » du Bussen Hof (aujourd'hui le nom de la rue à Kirchlengern) est transmis aux locataires héréditaires bourgeois comme nom de famille.
Dans la première moitié du XVIe siècle, Lohe (commune de Bakum dans le district nord de Münster de Vechta) et au début du XVIIe siècle le château d'Haddenhausen (de) près de Minden, en 1656 Streithorst (au nord-est d'Osnabrück), 1793 le domaine de Dötzingen à Hitzacker et 1820 le château de Neuenhof (de) près de Lüdenscheid dans le Sauerland deviennent des propriétés familiales. À l'exception de Lohe, ces biens sont restées jusqu'à ce jour en possession des barons von dem Bussche. Après la Réforme, la famille se convertit à la confession protestante.

### Lignes et élévations de statut
Gerhard-Clamor et son épouse Anna, née von Ascheberg (de), sont les ancêtres de tous les Bussche vivant aujourd'hui. Leurs domaines d'Ippenburg, Lohe et Hünnefeld sont partagés entre les fils en 1598, créant ainsi les trois lignées principales de la famille. Ils transforment les noms de leurs sièges ancestraux en surnoms : Bussche-Ippenburg (de) avec la branche Bussche genannt Münch (1773) et le titre de comte primitif de Bussche-Ippenburg genannt von Kessel, décerné en 1840 ; deuxièmement, Bussche-Lohe avec la branche de Bussche-Haddenhausen (de) et troisièmement, Bussche-Hünnefeld (de) avec la branche de Bussche-Streithorst.
Après que certaines lignées ont déjà reçu la confirmation de leur utilisation du titre coutumier de baron, toutes les branches de la famille sont confirmées comme barons par le royaume de Prusse en 1884. Les représentants individuels de la famille sont également élevés au rang de primogéniture comtale.

### Bussche-Ippenburg

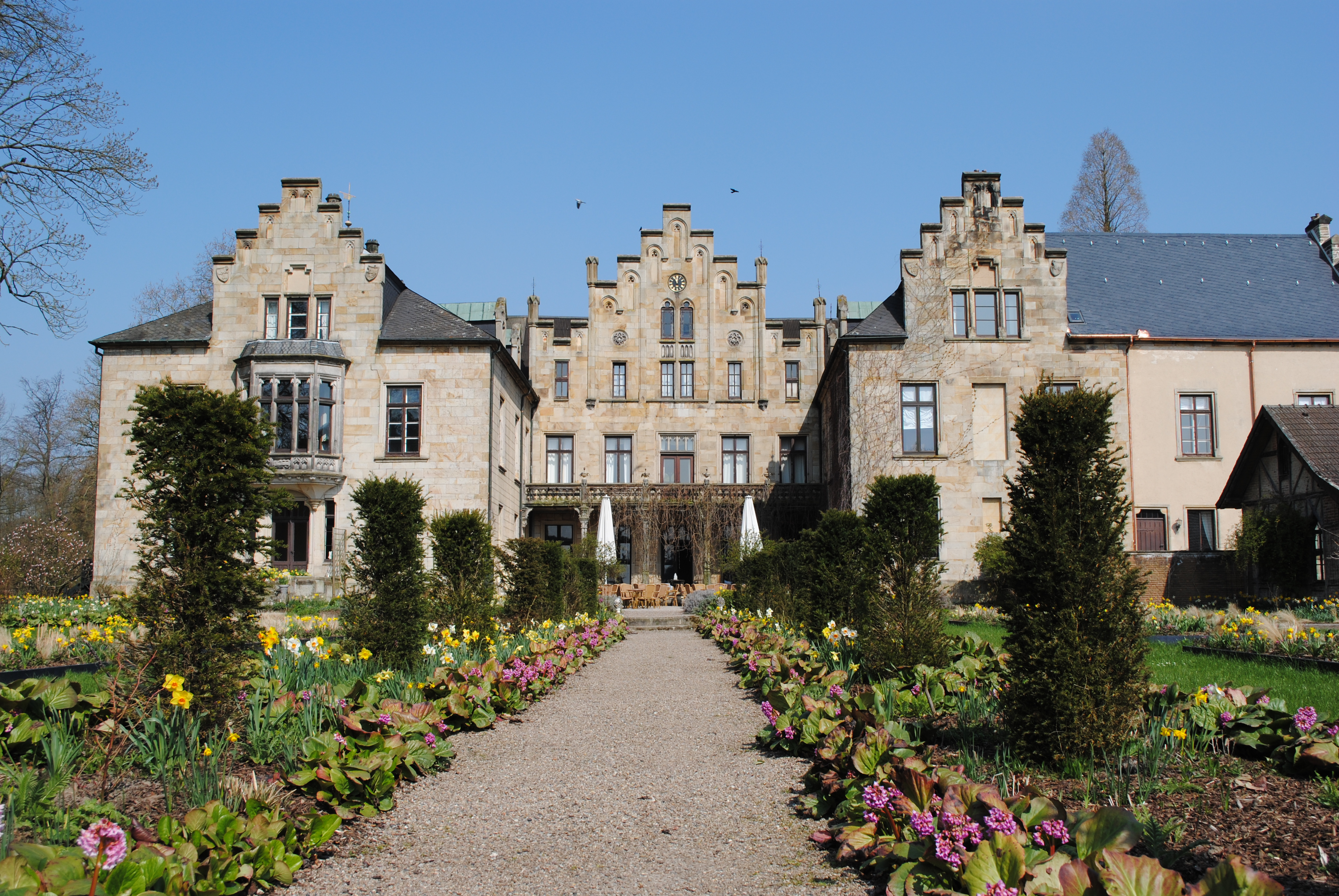
, pays d'Osnabrück

Le château d'Ippenburg (de), situé dans l'arrondissement d'Osnabrück (Basse-Saxe), appartient à la famille depuis 1390. Le château de la fin du XIVe siècle est démoli en 1811 ; Le manoir baroque construit au nord après la guerre de Trente Ans est démoli en 1862 et remplacé à partir de 1862 par l'actuel château néo-gothique. Alfred von dem Bussche-Ippenburg, évaluateur de l'intendant royal de Prusse, reçoit l'approbation prussienne pour utiliser le titre de baron en 1846. Le domaine d'Ippenburg est encore aujourd'hui géré par les barons de Bussche-Ippenburg.
En 1793, Ernst-August von dem Bussche-Ippenburg se voit confier le manoir de Dötzingen à Hitzacker, qui appartient à la chevalerie de Lunebourg (de). C'est à la fin du XIXe siècle, il passe par mariage à la branche d'Haddenhausen de la famille, qui en est toujours propriétaire.
Julius von dem Bussche-Ippenburg (de), adopté von Bottlenberg gen. Kessel (de), reçoit le 3 mai 1825 le nom prussien et l'union des armoiries avec les seigneurs éteints von dem Bottlenberg gen. Kessel et est élevé le 15 octobre 1840 au rang de comte primitif prussien en tant que comte von dem Bussche-Ippenburg genannt von Kessel. De l'héritage de la famille Bottlenberg-Kessel, le château de Neuenhof (de) près de Lüdenscheid dans le Sauerland (Rhénanie du Nord-Westphalie) et le château d'Hackhausen (vendu en 1891) deviennent des propriétés familiales ; Neuenhof est désormais habité par Alhard von dem Bussche-Kessell (de). Son frère Philip von dem Bussche-Ippenburg (de) est propriétaire du château d'Ippenburg.
- Bussche-Münch

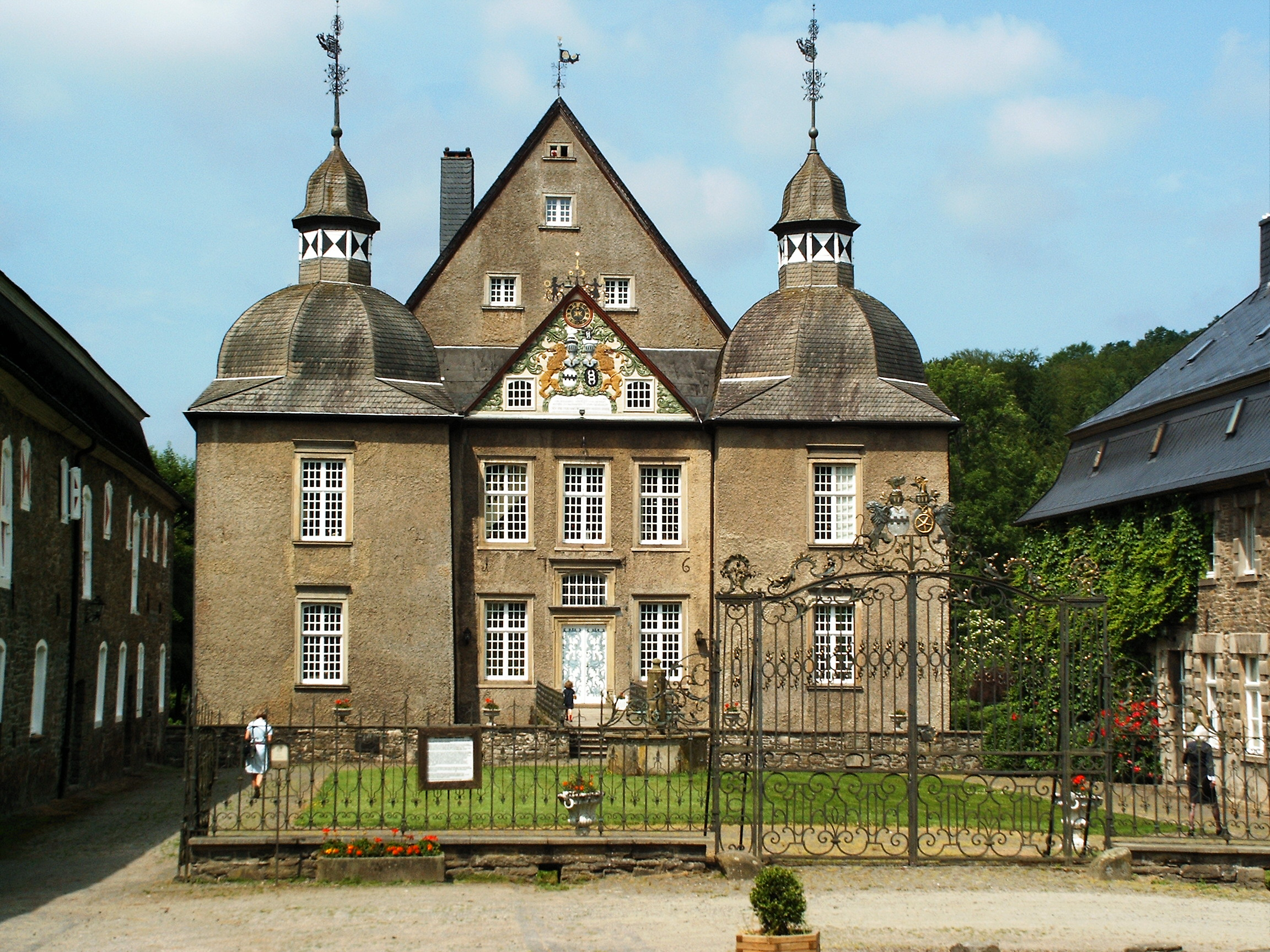
Château de Neuenhof, Sauerland

Philipp Clamor von dem Bussche-Ippenburg (1728–1808), chanoine de la cathédrale d'Osnabrück et héritier universel du sénéchal de Brunswick-Lunebourg Philipp von Münch (de) au château de Benkhausen (de) et au manoir de Werburg (de), obtient le 10 juin 1773 l'union prussienne des noms et des armoiries avec ceux de Münch sous le nom de von dem Bussche genannt Münch. En 1875, la branche s'éteint ; l'héritier de la branche d'Ippenburg prend le nom de Karl von dem Bussche-Münch (de) (avec l'approbation prussienne à partir de 1886). Son fils unique Alhard (né en 1897) n'a pas d'enfants et vend Werburg en 1941 et Benkhausen en 1962.

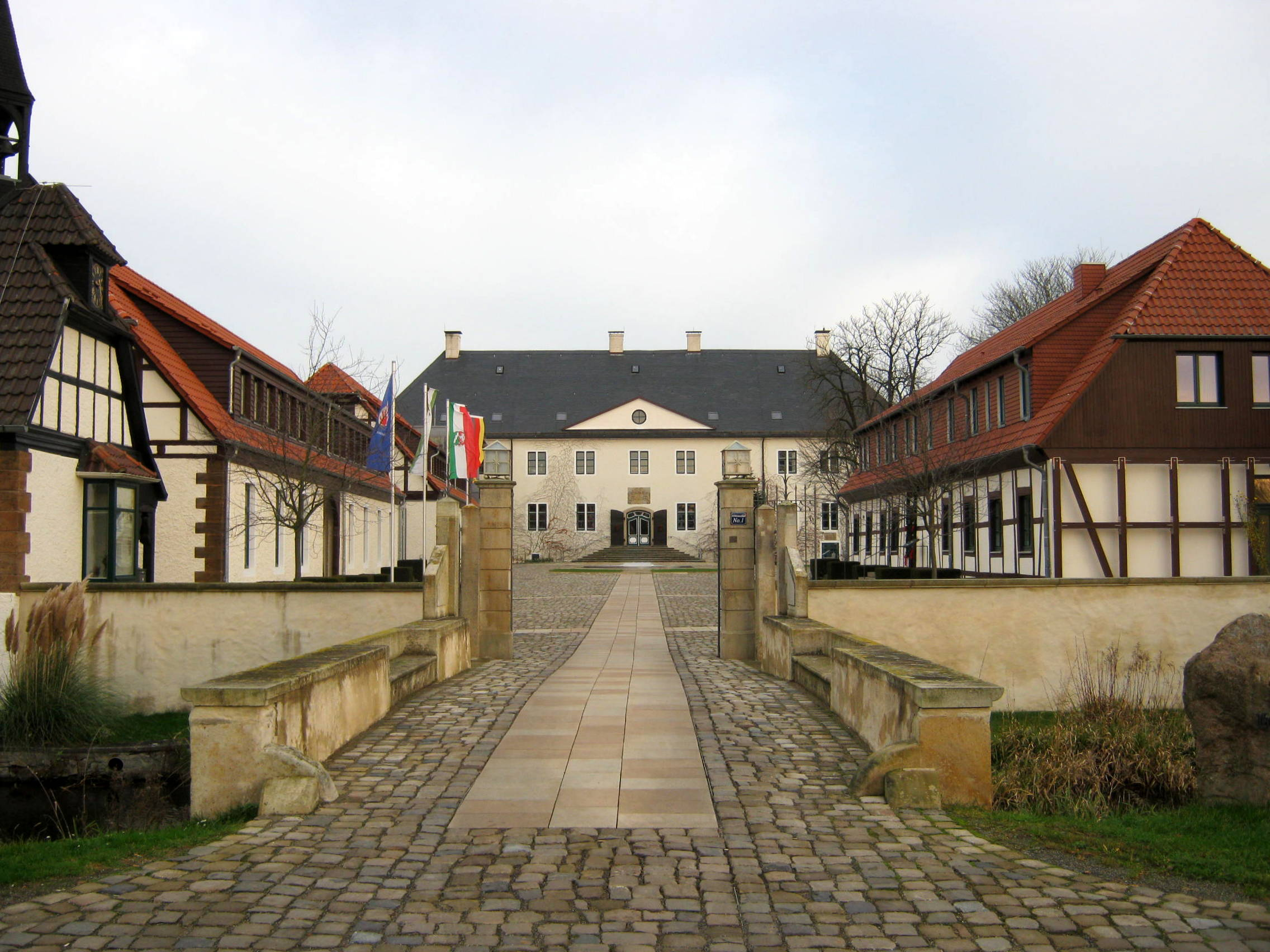
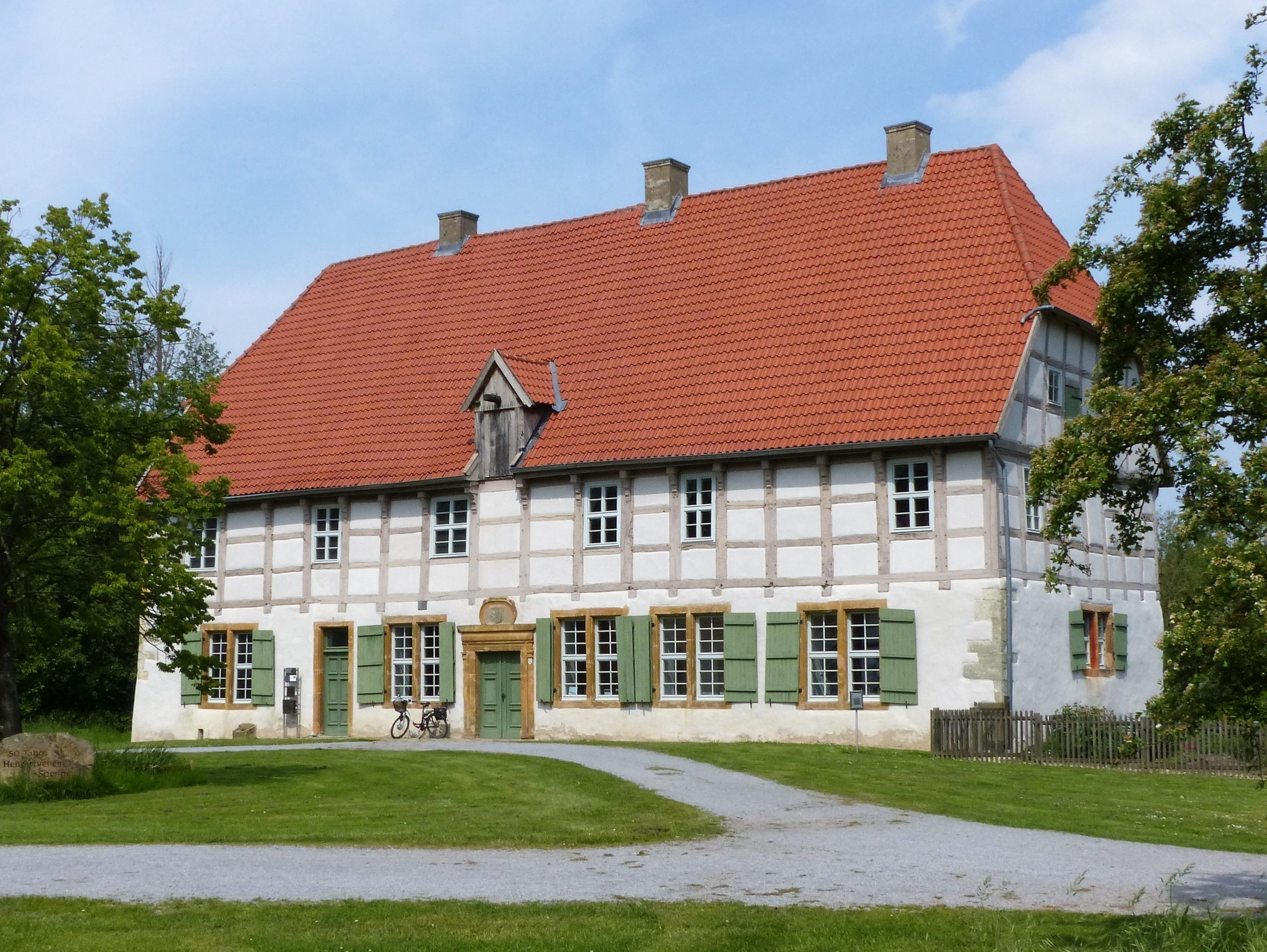

- Château de Benkhausen (de)
- Manoir de Werburg (de)

### Bussche-Lohe
- Lohe

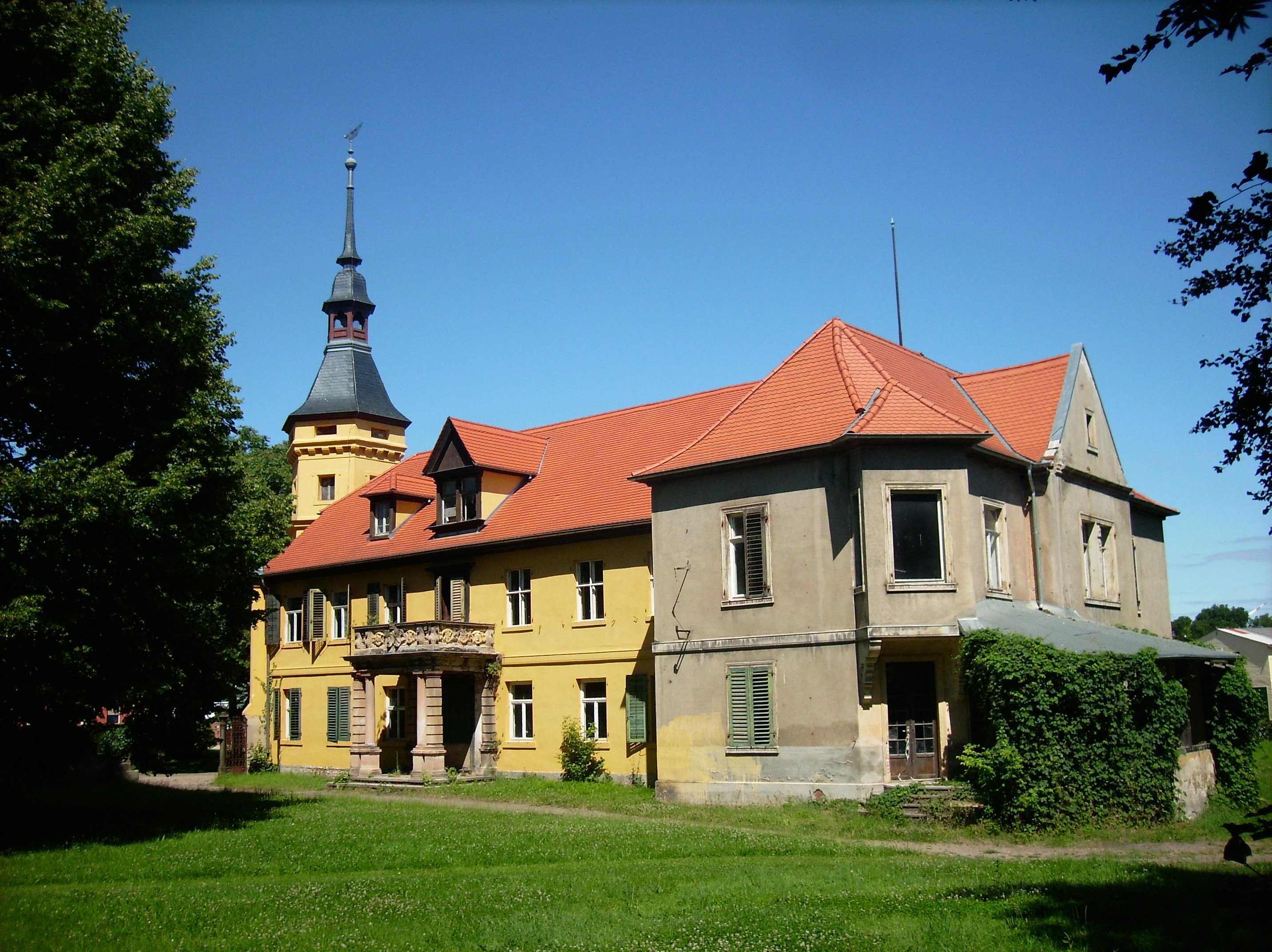
Manoir de Cösitz, Anhalt

La lignée est établie depuis la première moitié du XVIe siècle sur le domaine de Lohe (aujourd'hui un quartier de Bakum dans le Münsterland oldenbourgeois en Basse-Saxe, au nord-est d'Osnabrück). Le château avec douves de Lohe du début du XIVe siècle est vendu pour démolition en 1828 et a donc disparu aujourd'hui. Cependant, la lignée de Lohe est toujours florissante.
Au milieu du XVIe siècle, la lignée de Lohe hérite du manoir de Cösitz dans la principauté d'Anhalt-Köthen (aujourd'hui Saxe-Anhalt) et y installe son siège. Cösitz reste en possession des barons von dem Bussche-Lohe jusqu'à l'expropriation en 1945. De 1611 à 1857, Wierstorf appartient également à la lignée, ainsi que les domaines d'Ahrbergen et de Woltersdorf.
En 1728, Johann Clamer von dem Bussche-Lohe hérite de l'ancien domaine de l'abbaye de Walbeck dans les montagnes du Harz, où ses héritiers construisent le château de Walbeck en 1765 ; il reste la propriété de la lignée jusqu'à la fin du XIXe siècle. En 1768, la famille Bussche-Lohe acquit également le château de Rethmar (de) près d'Hanovre auprès des barons von Hardenberg apparentés et en est propriétaire jusqu'en 1850.
- Haddenhausen

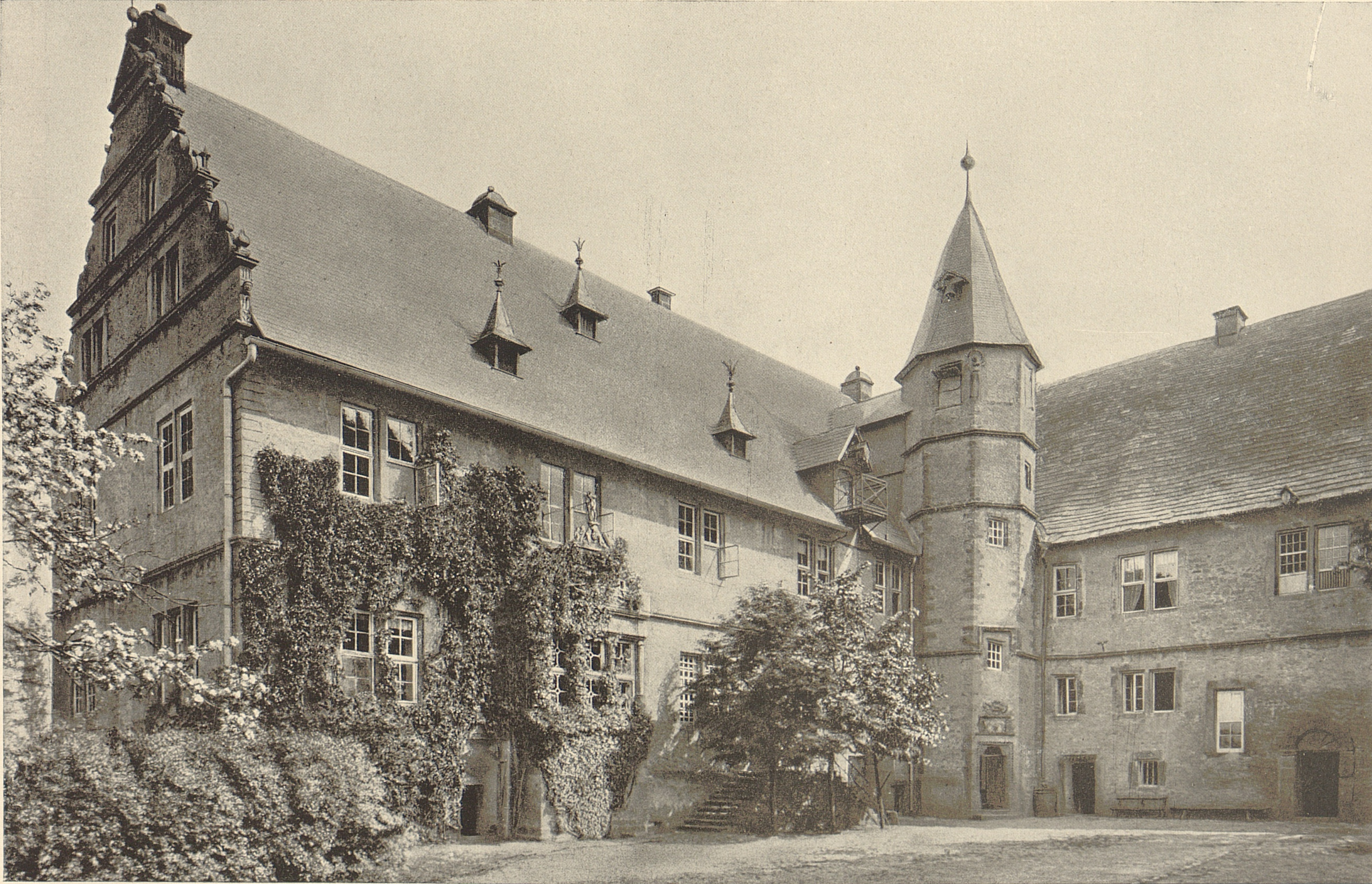
, Minden

En 1610, Johann von dem Bussche-Lohe acquiert le domaine d'Haddenhausen près de Minden (Rhénanie du Nord-Westphalie) auprès de son beau-père Hilmar le Jeune von Münchausen (de), qui doit le vendre comme tuteur de ses neveux. Le couple marié Johann et Hedwig von dem Bussche fait construire le château d'Haddenhausen (de) dans le style Renaissance de Weser entre 1613 et 1616. De 1708 à 2014, le domaine et le château appartiennent à l'héritage familial v.d. Bussche-Hünnefeld (semblable à une fondation familiale), fondé le 1er mars 1690 par l'administrateur d'arrondissement Christoph von dem Bussche-Hünnefeld. En 2016, les descendants directs de la famille v.d.Bussche-Haddenhausen reprennent le domaine et le château.
Johann Wilhelm von dem Bussche-Lohe-Haddenhausen achète le métairie d'Offelten en 1661, qui est ensuite élevé au rang de manoir. Heinrich Albert (mort en 1731) fonde un fidéicommis et en 1746 une fondation d'héritage de Bussche-Offelt est créée. Le général Ludwig August Friedrich von dem Bussche-Haddenhausen (de) agrandit le fidéicommis d'Offelten à partir de 1817 pour inclure le manoir hanovrien de Liethe (de). Les deux domaines sont vendus au XXe siècle.
Le 16 juillet 1868, Kuno von dem Bussche-Lohe reçoit l'approbation prussienne pour utiliser le titre de baron et le surnom de Haddenhausen.

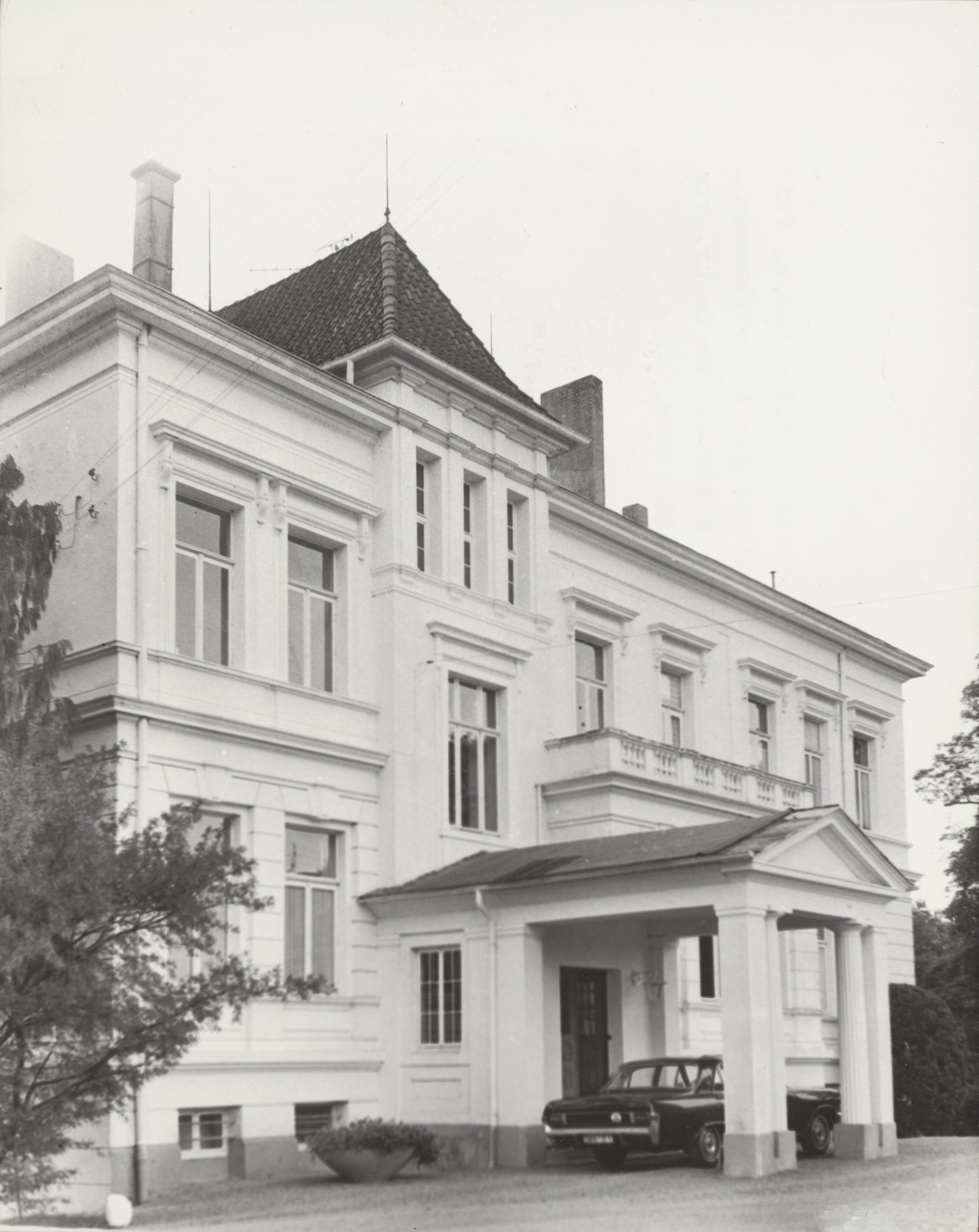
Manoir de Dötzingen

Une branche est maintenant située au manoir de Dötzingen à Hitzacker, qui est fondée par le mariage de Gabriele baronne von dem Bussche-Ippenburg (1877-1973) avec Georg baron von dem Bussche-Haddenhausen (1869-1923) avec leur fils Julius von dem Bussche-Haddenhausen (de)  La sœur de Julius est Gösta baronne von dem Bussche-Haddenhausen (1902-1996), la mère de Claus von Amsberg, plus tard prince consort des Pays-Bas, qui grandit en partie à Dötzingen.
En 1824, Hans Hilmar von dem Bussche-Haddenhausen acquiert le domaine de Wendhausen, qui appartient à la chevalerie d'Hildesheim (de) et reste dans la famille jusqu'en 1842. Le domaine de Barfelde d'Hildesheim appartient également à cette branche de la lignée d'Haddenhausen jusqu'avant la Première Guerre mondiale. À la suite de l'adoption, la branche continue également la famille von Lüneburg (de) au château d'Essenrode.
Hilmar von dem Bussche-Haddenhausen (de) acquit en 1936 le manoir de Katelbogen dans le Mecklembourg, qui est exproprié en 1945.

### Bussche-Hünnefeld

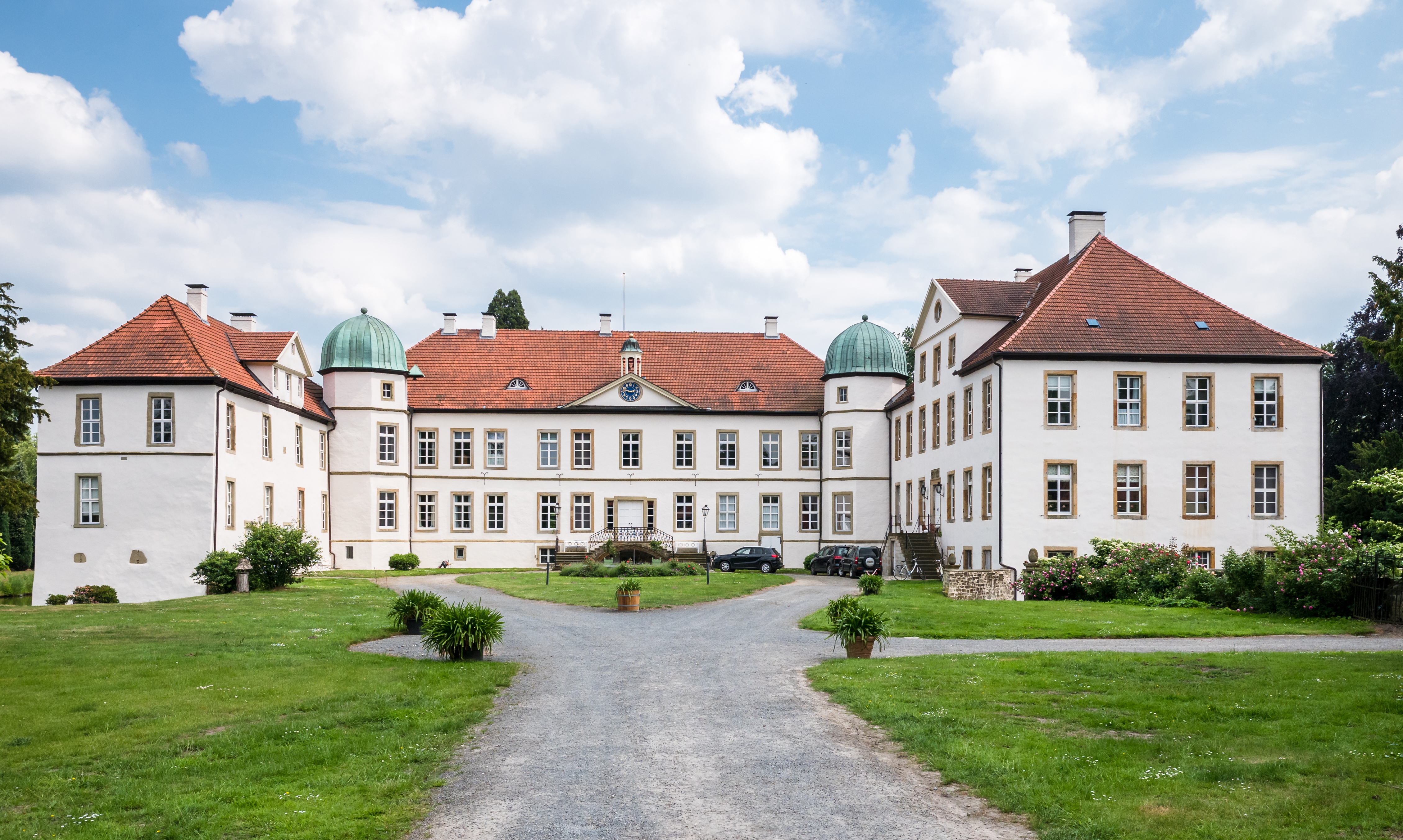
, pays d'Osnabrück

Le château d'Hünnefeld (de) devient la possession d'Albert von dem Bussche en 1447. Le manoir actuel est construit à partir de 1600 par Gerhard-Clamor von dem Bussche et son épouse Hedwige, née von Münchhausen, et l'aile latérale sud est ajoutée en 1658 par leur fils Clamor-Eberhard. La lignée des barons de Bussche-Hünnefeld appartient encore aujourd'hui au manoir d'Hünnefeld.
Le fils aîné de Clamor Eberhard, Christoph (né en 1643), acquit le domaine Buddemühle à Wehrendorf et fait don des prébendes de la cathédrale de Minden et Halberstadt. Il crée également une fondation familiale, appelée Hünnefelder Stammlegat, dotée d'un capital de départ de 100 000 thalers d'or, qui a pour mission de soutenir et de promouvoir les membres de la famille von dem Bussche depuis plus de 300 ans à ce jour.
L'envoyé royal westphalien à Saint-Pétersbourg, Clamor Dietrich Ernst Gerhard von dem Bussche-Hünnefeld, est élevé au rang de comte westphalien le 23 janvier 1810 ; Cependant, la branche comtale s'éteint.
- Bussche-Streithorst

Clamor Eberhard (né en 1611), seigneur de Hünnefeld, achète en 1656 le manoir de Streithorst dans la région d'Osnabrück, que reprend son plus jeune fils Johann Heinrich, qui fonde la branche de Streithorst, mais qui continue à porter le surnom de Hünnefeld. Son petit-fils Clamor Eberhard (mort en 1753) fonde le majorat de Streithorst, composé de Streithorst, Schwege, Wechmannshoff et Derenburg.

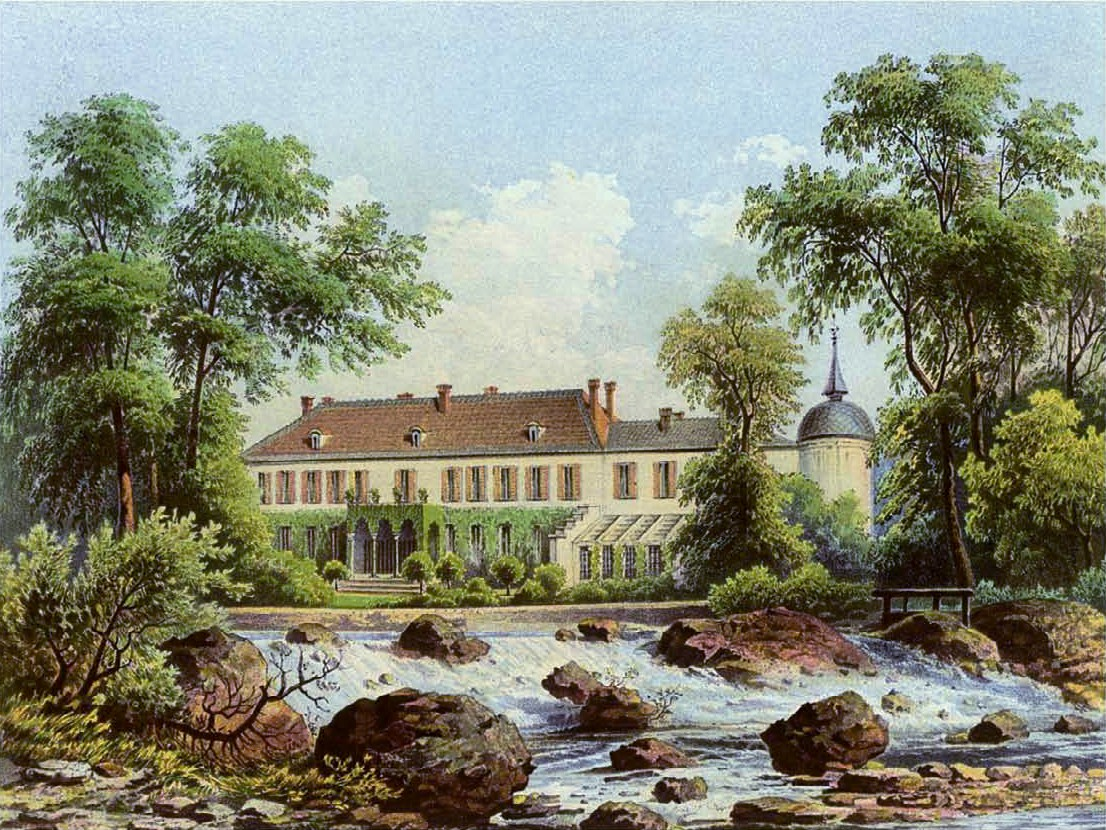
Manoir de Thale (Harz)

Son fils Ernst August achète d'autres biens, notamment Thale dans les montagnes du Harz (Saxe-Anhalt) en 1755 ; en 1800, l'ancienne abbaye voisine de Wendhusen (de) est acquis ; Thale est alors géré sous le nom de manoir « Wendhusen I », le domaine monastique issu de l'abbaye sous le nom de « Wendhusen II » ; Tous deux restent en possession de la famille jusqu'à l'expropriation de 1945, tout comme le domaine voisin de Stecklenberg, acquis en 1861. Le résistant Axel von dem Bussche (1919-1993) est issu de cette branche.
Seul Georg Clamor Carl Maximilian Traugott (mort en 1896) change son nom de Bussche-Hünnefeld en Bussche-Streithorst. En 1862, l'ancienne maison du château de Streithorst, un simple bâtiment d'un étage, est démolie. Un nouveau manoir est construit en 1864 avec ses pierres et celles du manoir de Schweger, qui est également démoli. Axel Ernst-August Clamor vend le manoir de Streithorst après le décès de son père Georg Clamor et de sa belle-mère Auguste en 1977. En 1992, le manoir historique est victime d'un incendie. En 2004, le manoir Streithorst redevient la propriété familiale lorsqu'Eberhard Clamor, membre de la deuxième maison de la lignée Hünnefelder, l'acquiert. Il reconstruit le manoir sur un seul étage avec des pignons à gradins sur la base de la maison du château d'origine.

## Blason

Armoiries de la famille Bussche

Les armoiries de la famille (le plus ancien sceau de 1341) montrent trois socs de charrue rouges (2:1) en argent avec les lames tournées vers la droite. Sur le casque aux lambrequins rouge-argent, deux cors de chasse inclinés en argent (forme médiévale : Hifthorn), avec les ouvertures sonores pointant vers le haut et vers l'extérieur, chacun enveloppé de trois (ou cinq) rubans rouges
Les armoiries de ceux de Bussche-Ippenburg genannt von Kessel sont divisées. A droite il est semblable aux armoiries familiales avec des socs balayés vers la gauche, à droite il est semblable aux armoiries de Bottlenberg appelé le chaudron : en argent une barre morte étamée quatre fois en haut et trois fois au fond.
Les armoiries des Bussche-Münch sont écartelées ; Les champs 1 et 4 correspondent aux armoiries familiales, 2 et 3 en argent avec les Saxons (os des ailes) tournés vers l'intérieur des ailes rouges.

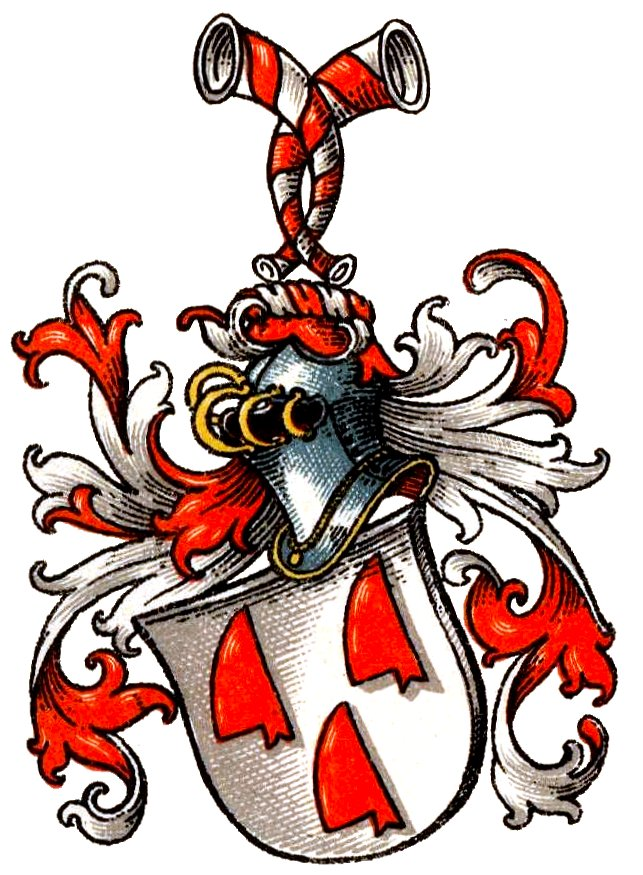
Armoiries de la famille von dem Bussche bei Spießen
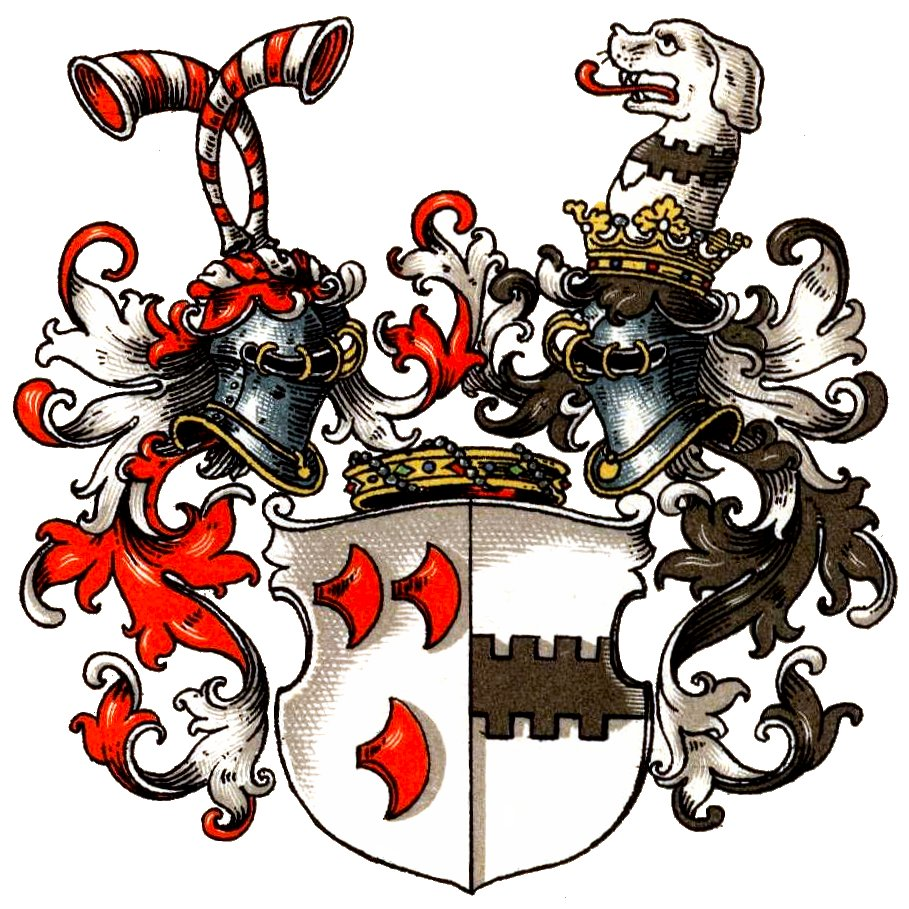
Armoiries des barons von dem Bussche-Ippenburg gen. von Kessel bei Spießen
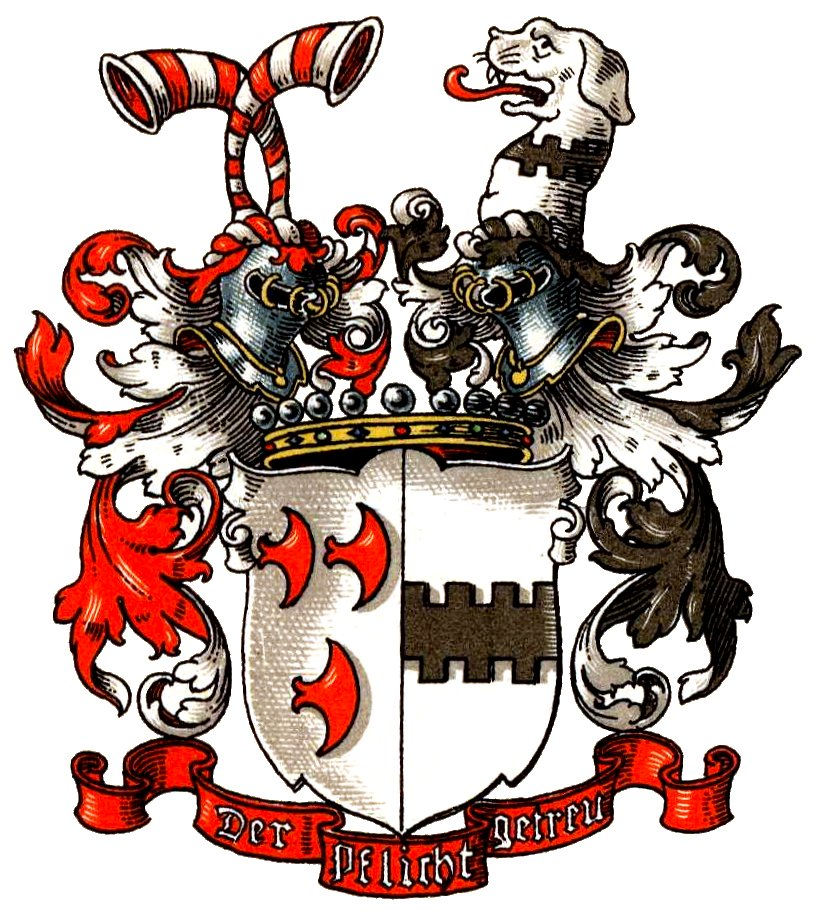
Armoiries des comtes von dem Bussche-Ippenburg gen. von Kessel bei Spießen
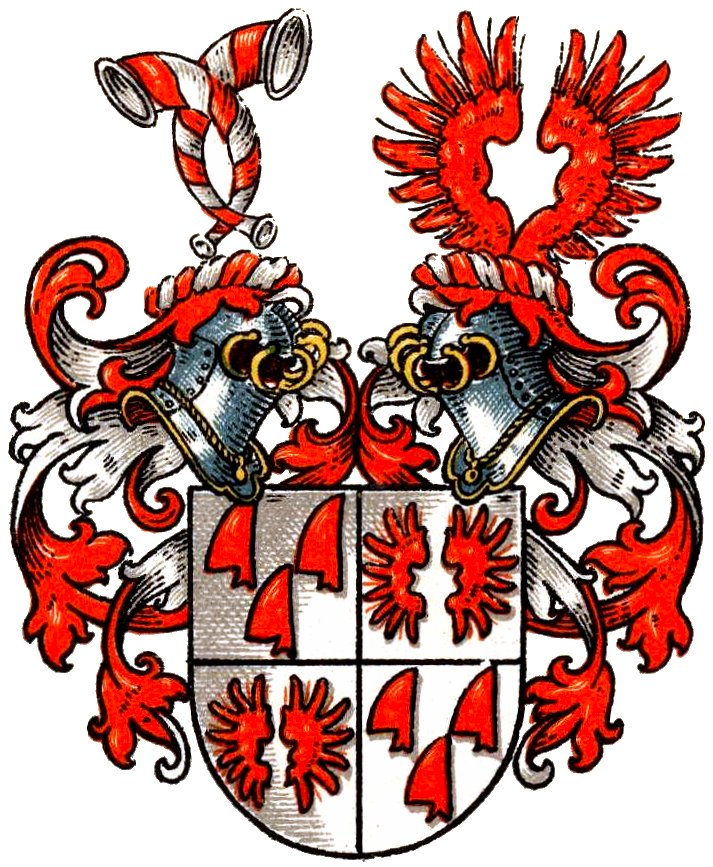
Armoiries de la famille von dem Bussche-Münch bei Spießen

## Personnalités
- Lebrecht von dem Bussche (de) (1666-1715), major général russe et gouverneur de Riga
- Ernst August Philipp von dem Bussche-Ippenburg (1681-1761), général de cavalerie et gouverneur d'Hamelin
- Karl Leberecht von dem Bussche (de) (1707-1782), colonel prussien
- Georg Wilhelm von dem Bussche-Haddenhausen (de) (1726-1794), général, tué au combat sur le Waal
- Wilhelm Christian von dem Bussche (de) (1756-1817), propriétaire foncier et maire
- Ludwig August Friedrich von dem Bussche-Haddenhausen (de) (1772-1852), général, fils de Georg Wilhelm
- Hans Clamor Hilmar von dem Bussche (de) (1774-1851), général d'infanterie hanovrien, fils de Georg Wilhelm
- Georg von dem Bussche gen. von Münch (de) (1791-1874), fonctionnaire du gouvernement allemand et administrateur de l'arrondissement de Lübbecke (de)
- Friedrich von dem Bussche-Ippenburg (de) (1791-1869), lieutenant général prussien
- Theodor von dem Bussche (de)-Lohe (1791-1855), avocat, fonctionnaire de justice et metteur en scène de théâtre
- Comte Julius von dem Bussche-Ippenburg (de) genannt von Kessell (1805-1861), avocat administratif, administrateur de l'arrondissement de Solingen et homme politique prussien
- Bernhard von dem Bussche-Haddenhausen (de) (1823-1894), lieutenant général prussien
- Georg von dem Bussche-Streithorst (1825-1896), propriétaire foncier prussien et député de la chambre des seigneurs de Prusse
- Comte Wilhelm von dem Bussche-Ippenburg (de) genannt von Kessell (1830-1897), propriétaire de manoir et député de la chambre des seigneurs de Prusse
- Karl von dem Bussche-Münch (de) (1861-1900), propriétaire d'un manoir et député du parlement provincial de Westphalie (de)
- Hilmar von dem Bussche-Haddenhausen (de) (1867-1939), diplomate allemand
- Comte Hermann von dem Bussche-Ippenburg (de) genannt von Kessell (1869-1943), propriétaire foncier et député de la chambre des seigneurs de Prusse
- Erich von dem Bussche-Ippenburg (de) (1878-1957), général d'artillerie allemand
- Gösta von dem Bussche-Haddenhausen (1902-1996), mère de Claus von Amsberg, prince consort de la reine Beatrix des Pays-Bas
- Julius von dem Bussche-Haddenhausen (de) (1906-1977), propriétaire foncier et administrateur de l'arrondissement de Lüchow-Dannenberg, frère de Gosta von dem Bussche-Haddenhausen
- Axel von dem Bussche (1919-1993), officier allemand et résistant du 20 juillet 1944.
- Albrecht von dem Bussche-Ippenburg (1921-2005), propriétaire foncier
- Alhard von dem Bussche-Kessell (de) (né en 1947), entrepreneur allemand
- Philip von dem Bussche (de) (né en 1950), agriculteur et président de la Société allemande d'agriculture (DLG) de 1996 à 2005
- Viktoria von dem Bussche (de) (née en 1953), auteur allemande